# Gillenbach (Schussen)
Der Gillenbach, teilweise auch als Güllenbach bezeichnet, ist ein rechter Zufluss der Schussen beim Dorf Oberzell im Ravensburger Stadtteil Taldorf im baden-württembergischen Landkreis Ravensburg. Da die Schussen bei Eriskirch in den Bodensee mündet, ist der Gillenbach also ein indirekter rechter Zufluss des Rheins im südlichen Teil Oberschwabens.

## Name
Gängige Bezeichnungen für den Bach sind Gillenbach sowie Güllenbach.
Urkundlich erwähnt wird der Bach dabei als:
- Gillenbach: 10 Erwähnungen (1625 bis 1826)[3]
- Gilenbach: 3 Erwähnungen (1505, 1535, 1755)[3]
- Gielenbach: 1 Erwähnung (1837)[3]
- Güllenbach: 2 Erwähnungen (1428, 1693)[3]

Moritz Johner führt den Namen mit Verweis auf das Hotterlochtobel auf das mittelhochdeutsche Wort giel zurück, welches Rachen, Schlund oder Schlucht bedeutet.

## Geographie

### Verlauf

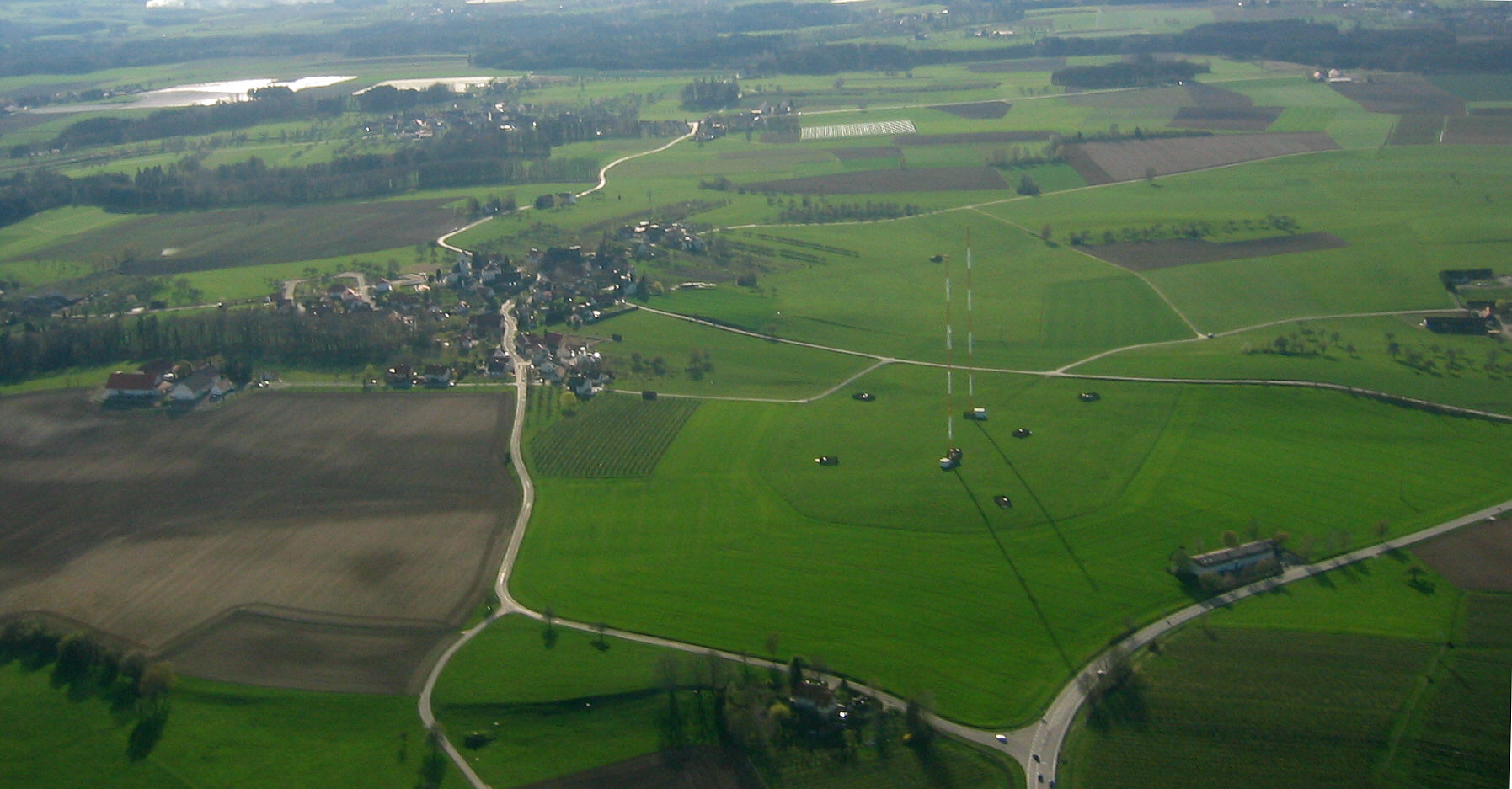
Wilhelmskirch (links) mit dem Sender Ravensburg

Der Gillenbach entspringt mit seinem längeren linken Oberlauf Detzenweiler Bach in einem Ried bei Wilhelmskirch in der Gemeinde Horgenzell auf etwa 576 m Höhe. Von dort fließt er zunächst in südsüdöstlicher Richtung vorbei an Hinterweißenried, wo von Südsüdosten her der kürzere rechte Oberlauf Güllenbach zumündet. An Eschau, Aich und Ganter vorbei erreicht er auf Ostlauf die bewaldete Schlucht Hotterloch, in dem er bald und fast am Siedlungsrand der Weststadt von Ravensburg die Bundesstraße 33 quert und sich nach Süden wendet.
Zuletzt durchquert er Oberzell und kreuzt die Südbahn Ulm–Friedrichshafen und mündet kurz darauf von rechts in die Schussen.

### Zuflüsse
Hierarchisch, jeweils vom Ursprung zur Mündung. Notnamen in Klammern. Auswahl.
- Detzenweiler Bach, linker Hauptstrang-Oberlauf, von Nordnordwesten, 1,7 km
  - Güllenbach (!), von rechts und Nordwesten  bei Detzenweiler, über 0,2 km
  - Nessenbacher Bächle, von links und Norden vor Hinterweißenried, 1,2 km
- Güllenbach (!), rechter Nebenstrang-Oberlauf von Südsüdosten bei Hinterweißenried, 1,0 km
  - (Bach aus Richtung Rolgenmoos), von links und Westen, 0,9 km
- Nessenbach, von links und Norden, zwischen Eschau und Aich, 2,7 km
- (Bach aus dem Hochberger Holz), von links und Nordwesten vor der B 33, 1,2 km
Anschließend Südlauf.
- Auerbach, von rechts und Westen nach der B 33, 1,9 km
- (Bach von Riesen her) , von rechts und Westen am Rand des Hotterlochs, 0,3 km
- Renauer Bach (mit rechtem Oberlauf), von rechts und Nordwesten im nördlichen Oberzell, 2,3 km
  - Renauer Bach, linker Oberlauf von Nordnordosten am Renauer Hölzle, 0,7 km
- Italiener Graben, von links und Nordosten nach Oberzell kurz vor der Mündung, 1,3 km

## Landschaftsschutzgebiet
Der Gillenbach bewässert den Hotterlochtobel und ist somit Teil des Landschaftsschutzgebiets Hotterloch (LfU-Nummer LSG 4.36.052). Der Tobel ist ab dem Hotterlocher Hölzle Bestandteil des FFH-Gebiets Schussen und Schmalegger Tobel mit der Gebietsnummer DE8323341, welches auch als Natura-2000-Gebiet gilt. Der Hotterlochtobel ist außerdem nach § 30a LWaldG BW geschützt. Der Naturraum ist ein voralpines Hügel- und Moorland.

## Renaturierung
Beim Bau der neuen Schussenbrücke bei Oberzell wurde der Mündungsbereich des Gillenbaches im Jahr 2008 renaturiert.

## Fischsterben
Im Jahr 2008 gab es ein Fischsterben im Gillenbach, das dessen gesamte Fischpopulation auslöschte.

## Trivia
Die Figuren Gillenbachhexen und der Graf vom Gillenbach der Narrenzunft Oberzell wurden nach dem Gillenbach benannt. Darüber hinaus trägt die Musikgruppe Dirty Little Gillenbach Street Band den Bach im Namen.